# Список команд DOS
Список команд DOS — нижеследующий список команд для операционной системы DOS. Начиная с 5-й версии, этот список с кратким описанием каждой команды может быть получен набором команды HELP. Также начиная с 5-й версии справка по конкретной команде может быть получена набором символов /? после имени команды.
Например, набор команды:
```
C:\>ren /?

```

приведёт к получению справки по команде ren:
```
Переименование одного или нескольких файлов.
RENAME [диск:][путь]имя_файла1 имя_файла2.
REN [диск:][путь]имя_файла1 имя_файла2.
Для конечного файла нельзя указать другой диск или каталог.

```

Все команды DOS нечувствительны к регистру букв, то есть любая команда может быть набрана как строчными, так и заглавными буквами.

## Команды

### attrib
Вывод и изменение атрибутов файлов.
```
ATTRIB [+R | -R] [+A | -A ] [+S | -S] [+H | -H] [диск:] [путь] [имя_файла] [/S] [/D]

```

где:
- + — установка атрибута;
- — — снятие атрибута;
- R — атрибут «Только чтение»;
- A — атрибут «Архивный»;
- S — атрибут «Системный»;
- H — атрибут «Скрытый»;
- [диск:] [путь] [имя_файла] — указание файла или набора файлов для обработки;
- /S — обработка файлов с указанными именами в текущей папке и во всех её подпапках;
- /D — обработка и файлов, и папок.

Эквивалентна команде UNIX chmod.

### cdилиchdir
Вывод имени либо смена текущего каталога.
```
CHDIR [/D] [диск:][путь]
CHDIR [..]
CD [/D] [диск:][путь]
CD [..]

```

где .. обозначает переход в родительский каталог.
Команда CD диск: отображает имя текущего каталога указанного диска. Команда CD без параметров отображает имена текущих диска и каталога. Параметр /D используется для одновременной смены текущих диска и каталога.
Изменение команды CHDIR при включении расширенной обработки команд: имя текущего каталога в строке вызова преобразуется к тому же регистру символов, что и для существующих имен на диске. Так, команда CD C:\TEMP на самом деле сделает текущим каталог C:\Temp, если он существует на диске. Команда CHDIR перестает рассматривать пробелы как разделители, что позволяет перейти в подкаталог, имя которого содержит пробелы, не заключая все имя каталога в кавычки. Например:
```
chdir \winnt\profiles\username\programs\start menu

```

приводит к тому же результату, что и:
```
cd "\winnt\profiles\username\programs\start menu"

```

При отключении расширенной обработки команд используется только второй вариант.
Эквивалентна команде Unix cd (с параметрами) или pwd (без параметров).

### Команды для работы с каталогами
Имена файлов в DOS могут быть только в формате 8.3, то есть не более 8 символов в названии файла и не более 3 в расширении (исключая недопустимые символы — пробел . " / \ [ ] : ; = ,). Пробел используется в качестве разделителя между командой и её параметрами.
| Команда | Формат                                                                                             | Описание                                 | Параметры |
| ------- | -------------------------------------------------------------------------------------------------- | ---------------------------------------- | --- |
| dir     | DIR [диск:][маршрут][имя_файла] [/P] [/W] [A[[:]атрибуты]] [/O[[:]сортировка]] [/S] [/B] [/L] [/C] | Просмотр каталога                        | - H — скрытые файлы; - -H — нескрытые файлы; - S — системные файлы; - -S — файлы, отличные от системных; - D — каталоги; - -D — только файлы (не каталоги); - A — файлы, готовые для архивизации; - -A — файлы, не измененные после последней архивизации; - R — файлы, доступные только по чтению; - -R — файлы, не имеющие доступа только по чтению; - N — сортировка по алфавиту (по имени); - -N — в порядке, обратном алфавитному (Z—A); - E — в алфавитном порядке по расширению; - -E — по расширению в порядке, обратном порядке; - D — по дате и времени (начиная с более ранних); - -D — по дате и времени, начиная с поздних; - S — по возрастанию размера; - -S — по убыванию размера; - C — по коэффициенту компрессии, начиная с меньшего; - -C — по коэффициенту компрессии, начиная с большего. |
| md      | md диск:\имя_каталога                                                                              | Создание каталога                        | |
| cd      | cd диск:\имя_каталога                                                                              | Смена текущего каталога                  | |
| rd      | rd диск:\имя_каталога                                                                              | Удаление каталога                        | - /s — удаляет указанный каталог и все подкаталоги вместе с файлами. Параметр /s используется для удаления дерева каталогов. - /q — запускает rmdir в скрытом режиме. Команда удаляет каталоги без запроса подтверждения. - /? — отображает справку в командной строке. |
| deltree | deltree имя_файла_или_имя_каталога                                                                 | Удаление каталога со всем его содержимым | |
| move    | move диск: имя_каталога новое_имя_каталога                                                         | Переименование каталога                  | |
| path    | path диск1:\имя_каталога1;диск2:\имя_каталога2                                                     | Поиск                                    | |

Набрав две точки (..) можно вернуться в предыдущий каталог; при вводе \ — в корневой каталог.
Примеры:
- dir — просмотр оглавления текущего каталога;
- dir *.exe — выводится информация обо всех файлах с расширением EXE из текущего каталога;
- cd c:\catalog — установить текущим каталог с именем catalog на диске C;
- cd[ ].. — переход на каталог выше (пробелы необязательны);
- cd[ ]\ — переход в корневой каталог (пробелы необязательны);
- md books — в текущем каталоге создать подкаталог books;
- md c:\archives — в корневом каталоге на диске С: создается каталог archives;
- rd games — удаление каталога games в текущем каталоге.

### dir
Выводит список файлов и подкаталогов, находящихся в заданном каталоге. Если команда задается без параметров, то выводится метка диска и его номер, имена файлов и каталогов (по одному на строку), включая расширения, а также дату и время их последней модификации. После этого выводится число файлов в каталоге, общий объём (в байтах), занимаемый файлами, и объём свободного пространства на диске.
```
DIR [диск:][маршрут][имя_файла] [/P] [/W] [A[[:]атрибуты]] [/O[[:]сортировка]] [/S] [/B] [/L] [/C]

```

Параметр [диск:][маршрут] задает диск и каталог, содержимое которого вы хотите видеть на экране. Параметр [имя_файла] задает группу файлов или файл, которые нужно включить в список. При указании параметра /P выводится по одному экрану списка файлов. Чтобы увидеть следующий экран, нужно нажать любую клавишу. Параметр /W выводит перечень файлов в широком формате с максимально возможным числом имен файлов/каталогов на каждой строке. Параметр /A[[:] атрибуты] выводит имена только тех каталогов и файлов, которые имеют заданные атрибуты. Если этот параметр опущен, то DIR выводит все файлы, кроме скрытых и системных. Если этот параметр задан без указания атрибутов, DIR выводит имена всех файлов, включая скрытые и системные. Двоеточие не обязательно. Комбинация значений, которые можно использовать в качестве атрибутов, показана в следующей таблице. Значения не разделяются пробелами:
- H — скрытые файлы;
- -H — нескрытые файлы;
- S — системные файлы;
- -S — файлы, отличные от системных;
- D — каталоги;
- -D — только файлы (не каталоги);
- A — файлы, готовые для архивизации;
- -A — файлы, не измененные после последней архивизации;
- R — файлы, доступные только по чтению;
- -R — файлы, не имеющие доступа только по чтению.

Параметр /O[[:] сортировка] управляет порядком сортировки каталога при выводе его командой DIR. Если он опущен, DIR сортирует имена файлов и каталогов в том порядке, в котором они содержатся в каталоге. Если не указан параметр «сортировка», то DIR выводит имена в алфавитном порядке. Значение, которые вы можете использовать в параметре «сортировка», описаны в следующей таблице. При комбинировании их не нужно разделять пробелами:
- N — сортировка по алфавиту (по имени);
- -N — в порядке, обратном алфавитному (Z—A);
- E — в алфавитном порядке по расширению;
- -E — по расширению в порядке, обратном порядке;
- D — по дате и времени (начиная с более ранних);
- -D — по дате и времени, начиная с поздних;
- S — по возрастанию размера;
- -S — по убыванию размера;
- C — по коэффициенту компрессии, начиная с меньшего;
- -C — по коэффициенту компрессии, начиная с большего.

Параметр /S перечисляет каждое вхождение файла в заданном каталоге и всех подкаталогах. /B перечисляет каталоги и имена файлов по одному на строку (включая расширение). Выводится основная информация, без итоговой. /B переопределяет параметр /W. /L выводит неотсортированные имена файлов и каталогов в нижнем регистре. Расширенные символы в нижний регистр не преобразуются. /C[H] выводит коэффициент компрессии файлов, компрессированных с помощью Doublespace, на основе размера кластера 8К. Необязательный параметр H выводит эту информацию на основе размера кластера основного диска. При использовании параметра /W или /B параметр /C[H] игнорируется.
О выводе структуры каталога или диска рассказывается в описании команды TREE, а о компрессированных дисках — в описании DBLSPACE. Для вывода подмножества файлов и каталогов вы можете использовать трафаретные символы (* и ?). Если задается более одного значения порядка сортировки, DIR сортирует файлы по первому критерию, затем по второму и т. д.
Используемый DIR формат даты и времени зависит от установки страны в файле CONFIG.SYS. Если команда COUNTRY не используется, форматы соответствуют форматам США. Чтобы передать вывод команды DIR в файл, вы можете использовать символ перенаправления (>) или конвейеризации (|). Перед этим следует установить в файле AUTOEXEC.BAT переменную операционной среды TEMP. В противном случае временный файл будет выводиться в списке каталога. С помощью команды SET в переменной операционной среды DIRCMD в AUTOEXEC вы можете предварительно установить параметры команды DIR. В переменной DIRCMD можно использовать только допустимое сочетание параметров DIR. Например, чтобы установить DIRCMD для широкого вывода по умолчанию (/W), включите в AUTOEXEC.BAT команду set dircmd=/w.
Можно переопределить набор параметров команды DIR, заданных с помощью переменной DIRCMD. Для этого используйте те же параметры, что и в командной строке DIR, но перед параметром нужно указывать также знак минуса, например, dir /-w. Используемые по умолчанию установки DIRCMD вы можете изменить также с помощью команды DOS SET, набрав их в командной строке после символа равенства (=). Новые установки будут действовать по умолчанию для всех последующих команд DIR до следующего использования SET DIRCMD в командной строке или перезапуска MS-DOS. Чтобы сбросить все назначенные по умолчанию параметры, наберите команду set dircmd=. Текущие установки переменной операционной среды DIRCMD вы можете просмотреть с помощью команды set. MS-DOS выводит на экран список параметров и их установок (подробности вы можете найти в описании SET).
Если есть необходимость использовать DIR для вывода одного листинга каталога за другим, пока не выведется содержимое каждого каталога текущего диска, и необходимо упорядочить каждый каталог по алфавиту, вывести его в широком формате и делать паузу после вывода каждого экрана — для этого, находясь в корневом каталоге, необходимость использовать команду dir /s/w/o/p. Чтобы при этом не выводились имена каталогов, следует использовать команду dir /s/w/o/p/ a: -d. Чтобы распечатать вывод, следует использовать символ переназначения: dir > prn.

### chkdsk
Проверка диска и вывод отчета.
```
CHKDSK [том:[[путь]имя_файла]] [/F] [/V] [/R] [/X] [/I] [/C] [/L[:размер]]
```

где:
- том — определяет точку подключения, имя тома или букву проверяемого диска с двоеточием;
- имя_файла — Файлы, проверяемые на наличие фрагментации (только FAT/FAT32);
- /F — исправление ошибок на диске;
- /V — для FAT/FAT32: вывод полного пути и имени для каждого файла на этом диске. Для NTFS: также вывод сообщений об очистке;
- /R — поиск поврежденных секторов и восстановление их содержимого (подразумевает /F);
- /L:размер — только для NTFS: изменение размера файла журнала до указанной величины (в КБ). Если размер не указан, выводится текущее значение размера;
- /X — при необходимости предварительное отключение тома. Все открытые дескрипторы для этого тома будут недействительны (требует /F);
- /I — только для NTFS: менее строгая проверка индексных элементов;
- /C — только для NTFS: пропуск проверки циклов внутри структуры папок.

Ключи /I или /C укорачивают время выполнения CHKDSK за счет пропуска некоторых проверок тома.
Эквивалентна команде fsck в Unix.
Также можно использовать команду scandisk, которая ищет все повреждённые кластеры на диске.

### cls
Очищает компьютерный терминал.
Эквивалентна команде clear в Unix.

### copy
Копирование одного или нескольких файлов в другое место.
```
COPY [/D] [/V] [/N] [/Y | /-Y] [/Z] [/A | /B] источник [/A | /B] [+ источник [/A | /B] [[+ …]] [результат [/A | /B]]
```

где:
- источник — имена одного или нескольких копируемых файлов;
- /A — файл является текстовым файлом ASCII;
- /B — файл является двоичным файлом;
- /D — указывает на возможность создания зашифрованного файла;
- результат — каталог и/или имя для конечных файлов;
- /V — поверка правильности копирования файлов;
- /N — использование, если возможно, коротких имен при копировании файлов, чьи имена не удовлетворяют стандарту 8.3;
- /Y — подавление запроса подтверждения на перезапись существующего конечного файла;
- /-Y — обязательный запрос подтверждения на перезапись существующего конечного файла;
- /Z — копирование сетевых файлов с возобновлением.

Ключ /Y можно установить через переменную среды COPYCMD. Ключ /-Y командной строки переопределяет такую установку. По умолчанию требуется подтверждение, если только команда COPY не выполняется в пакетном файле. При вводе вместо имени конечного файла атрибута con, содержимое копируемого файла отображалось на экране. Возможны и другие вариации команды COPY с атрибутом con, обозначающим устройства ввода-вывода. При выполнении команды COPY происходит копирование символов (байтов) из исходного файла по-одному до достижения символа окончания файла. В случае если такой символ встречается в середине файла, при выполнении команды COPY, файл копируется не полностью.
Чтобы объединить файлы, необходимо указать один конечный и несколько исходных файлов, используя подстановочные знаки или формат файл1 + файл2 + файл3 + ….
Эквивалентна команде cp в Unix. Расширенными возможностями обладают XCOPY и robocopy

### del,erase
Удаление одного или нескольких файлов.
```
DEL [/P] [/F] [/S] [/Q] [/A[[:]атрибуты]] имена ERASE [/P] [/F] [/S] [/Q] [/A[[:]атрибуты]] имена
```

где:
- имена — имена одного или нескольких файлов. Для удаления сразу нескольких файлов используются подстановочные знаки. Если указан каталог, из него будут удалены все файлы;
- /P — запрос на подтверждение перед удалением каждого файла;
- /F — принудительное удаление файлов, доступных только для чтения;
- /S — удаление указанных файлов из всех подкаталогов;
- /Q — отключение запроса на подтверждение при удалении файлов;
- /A — отбор файлов для удаления по атрибутам;
- атрибуты — отбор файлов для удаления по атрибутам:
  - S — системные файлы;
  - R — доступные только для чтения;
  - H — скрытые файлы;
  - A — файлы для архивирования.

Префикс «-» имеет значение НЕ.
Изменение команд DEL и ERASE при включении расширенной обработки команд. Результаты вывода для ключа /S принимают обратный характер, то есть выводятся только имена удаленных файлов, а не файлов, которые не удалось найти.
Эквивалентна команде rm в Unix.

### deltree
Удаление каталога вместе с файлами и подкаталогами.
```
deltree [/y] каталог
```

В Dos удалить каталог также возможно командой rd.
В Unix функциональность deltree предоставляется командой rm с параметром -r.

### dir
Вывод списка файлов и подкаталогов из указанного каталога.
```
DIR [диск:][путь][имя_файла] [/A[[:]атрибуты]] [/B] [/C] [/D] [/L] [/N] [/O[[:]порядок]] [/P] [/Q] [/S] [/T[[:]время]] [/W] [/X] [/4]
```

где:
- [диск:][путь][имя_файла] — диск, каталог и/или файлы, которые следует включить в список;
- /A — вывод файлов с указанными атрибутами: D — каталоги; R — доступные только для чтения; H — скрытые файлы; A — файлы для архивирования; S — системные файлы; префикс «-» имеет значение НЕ;
- /B — вывод только имен файлов;
- /C — применение разделителя групп разрядов для вывода размеров файлов (по умолчанию). Для отключения этого режима служит ключ /-C;
- /D — вывод списка в несколько столбцов с сортировкой по столбцам;
- /L — использование нижнего регистра для имен файлов;
- /N — отображение имен файлов в крайнем правом столбце;
- /O — сортировка списка отображаемых файлов: N — по имени (алфавитная); S — по размеру (сперва меньшие); E — по расширению (алфавитная); D — по дате (сперва более старые); G — начать список с каталогов; префикс «-» обращает порядок;
- /P — пауза после заполнения каждого экрана;
- /Q — вывод сведений о владельце файла;
- /S — вывод списка файлов из указанного каталога и его подкаталогов;
- /T — выбор поля времени для отображения и сортировки время: C — создание; A — последнее использование; W — последнее изменение;
- /W — вывод списка в несколько столбцов;
- /X — отображение коротких имен для файлов, чьи имена не соответствуют стандарту 8.3. Формат аналогичен выводу с ключом /N, но короткие имена файлов выводятся слева от длинных. Если короткого имени у файла нет, вместо него выводятся пробелы;
- /4 — вывод номера года в четырёхзначном формате.

Стандартный набор ключей можно записать в переменную среды DIRCMD. Для отмены их действия следует ввести в команде те же ключи с префиксом «-», например: /-W.
Эквивалентна команде ls в unix.

### echo
Вывод информации в любой источник назначения, файл, экран и т. д.
Пример:
```
echo shutdown /p /t 3600 >> C:\\autoend.bat
```

Функции данной команды и форма записи для Windows и Unix — разные.
Отображает сообщение (message) или включает и выключает эхо-отображение команд.
```
ECHO[ ][ON|OFF]
ECHO[ ][message]

```

Первый разделительный пробел обязателен, остальные разделительные пробелы в первом случае игнорируются, а во втором случае приписываются строке сообщения (message). ECHO без параметров отображает текущую установку ECHO.

### fdisk /mbr
Изменение MBR, а именно восстановление главной загрузочной записи, если она оказалась повреждена/модифицирована/затёрта. Запуск команды без аргументов вызывает меню для создания, удаления, и получения информации о разделах диска. Также может быть сменён активный (загрузочный) раздел.

### format
Форматирование диска.
```
FORMAT том: [/FS:система] [/V:метка] [/Q] [/A:размер] [/C] [/X]
FORMAT том: [/V:метка] [/Q] [/F:размер]
FORMAT тома: [/V:метка] [/Q] [/T:дорожки /N:секторы]
FORMAT тома: [/V:метка] [/Q]
FORMAT том: [/Q]
```

где:
- том — указывает букву диска (с последующим двоеточием), точку подключения или имя тома;
- /FS:filesystem — указывает тип файловой системы (FAT, FAT32 или NTFS);
- /V:метка — метка тома;
- /Q — быстрое форматирование;
- /C — только для NTFS: установка режима сжатия по умолчанию для всех файлов, создаваемых на новом томе;
- /X — инициирует отключение тома, в качестве первого действия, если это необходимо. Все открытые дескрипторы тома будут неверны.
- /S — копирует на диск минимальный набор системных файлов, необходимых для загрузки MS-DOS с этого диска (io.sys, msdos.sys, drvspace.bin, command.com);
- /A:размер — заменяет размер кластера по умолчанию. В общих случаях рекомендуется использовать размеры кластера по умолчанию;
- /F:размер — указывает размер форматируемых гибких дисков;
- /T:дорожки — число дорожек на каждой стороне диска;
- /N:секторы — число секторов на каждой дорожке.